# David Consunji
Victor David Consunji (Bataan, 2 novembre 1921 – Manila, 4 settembre 2017) è stato un imprenditore e politico filippino di origini cinesi.
È il fondatore e presidente della D.M.C. Incorporated, azienda da lui stabilita nel 1954 e tra le più grandi imprese filippine di costruzioni. Grazie all'esperienza maturata nel settore, dal 1970 al 1975 ricoprì la carica di Segretario delle Infrastrutture, dei Trasporti e delle Comunicazioni durante la presidenza di Ferdinand Marcos, favorendo la costruzione di numerose infrastrutture nel Paese.
Nel 2014 la rivista Forbes lo ha classificato sesto nella lista degli uomini più ricchi delle Filippine, con un patrimonio di quasi 4 miliardi di dollari.

## Biografia
David Consunji nacque nella provincia di Bataan il 18 ottobre 1924, da genitori di etnia sinofilippina. La prima generazione di Consunji, risalente al XIX secolo, si era trasferita da Binondo a Bataan e qui aveva cambiato il proprio cognome, originariamente trascritto Kong Sung Shi.
Il padre, contadino, si laureò in agricoltura nel 1915 presso l'Università delle Filippine Los Baños e inizialmente anche David volle seguire le sue orme. Successivamente cambiò idea e si iscrisse all'Università delle Filippine nel 1939, laureandosi in ingegneria civile nel 1946.
Grazie all'esperienza maturata nel campo dell'urbanistica, nel 1970 fu nominato Segretario delle Infrastrutture, dei Trasporti e delle Comunicazioni dal Presidente Ferdinand Marcos, incarico che avrebbe ricoperto sino al 1975. Durante il suo mandato furono costruite in successione importanti infrastrutture quali il Centro Culturale delle Filippine (in inglese Philippine Cultural Center o PCC) e il Centro per le Convenzioni Internazionali delle Filippine (in inglese Philippine International Convention Center o PICC).